# 기독교사회당 (브라질)
기독교사회당(포르투갈어: Partido Social Cristão, PSC)은 브라질의 기독교 우파 성향의 극우 정당으로, 1985년에 기독교민주당이라는 이름으로 창당하여 1990년에 기독교사회당이라는 현재의 이름으로 변경했다.